# Phare de l'île Wrac'h
Le phare de l'île Wrac'h se situe sur une des îles de l'archipel de Lilia, bourg de la commune de Plouguerneau, dans l'estuaire de l'Aber-Wrac'h. En alignement avec le phare de Lanvaon, il indique le chenal de l'Aber Wrac'h.

## Description

### Nécessité historique d'un phare
Le port de l'Aber-Wrac'h existe depuis le Moyen Âge et a un trafic important.
Dès son origine, la signalisation du port fut assurée par quatre feux : pour le nord, un sur l'île Wrac'h et un au sommet du clocher de Plouguerneau et pour le sud, deux à Landéda. 

### Édifice
Le phare de l'île Wrac'h a été construit en granit ; sa mise en service date de 1845. Il est entouré d'un petit ensemble de logis, de jardins et de cales qui servaient à la vie quotidienne des gardiens. Il se présente comme une tour carrée blanche avec un haut peint en rouge. Électrifié depuis 1973, il est automatisé depuis 1994.
Le phare abrite une station météo du système Diabox (proposé par l'Ifremer) dont les données sont accessibles en temps réel et gratuitement.

### Gardiennage
Le phare fut gardienné depuis sa mise en service en 1845 jusqu'en 1993.
Parmi les gardiens, François Léon fut déporté en Allemagne sous prétexte qu'il détenait au phare un fusil de chasse ; il a été fusillé le 15 septembre 1943 à Cologne ; son épouse Marianne resta au phare jusqu'en 1945 puis devint gardienne du phare de Lanvaon jusqu'en 1961.
D'après le neveu de l'un des anciens gardiens du phare, François Bellec (gardien entre 1949 et 1964), la vie de gardien n'était pas simple : vers 1936 l'allumage du phare, éclairé par une lampe à pétrole, obligeait, même par jour de tempête, le gardien à monter l'échelle pour l'allumer. En plus de l'entretien du phare et des terrains, le gardien assurait la peinture des balises de l'Aber Wrac'h et un rôle de garde-côte, notamment pour la surveillance des extractions de sable. Les gardiens disposaient d'un bateau pour la pêche, le goémon et leur ravitaillement.
François Roudaut fut gardien du phare entre 1964 et 1973.

### Occupants actuels
Depuis l'été 2006, la maison adjacente est transformée en résidence d'artistes ; le public est invité à venir découvrir des expositions, les horaires dépendant de la marée.
L'association « Îles et Phares du Pays des Abers » (IPPA) dispose d'une AOT (autorisation d'occupation temporaire) concédée par l'administration des Phares et Balises. Elle rénove, entretient et ouvre les locaux et les jardins des gardiens du phare. Elle y organise des manifestations culturelles : soirées « contes », expositions de peinture, de photographies, de sculptures.
L'île est accessible à pied par l'estran en fonction des horaires de marées
En période estivale le phare abrite des artistes et des expositions.

## Galerie

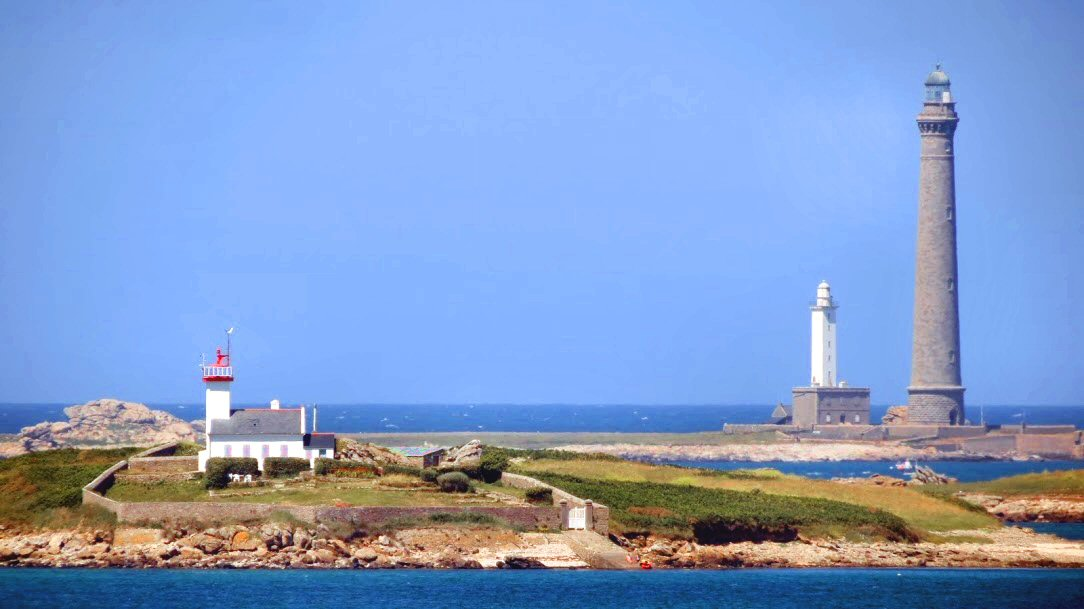
Phares de Wrac'h et de l'Île Vierge.
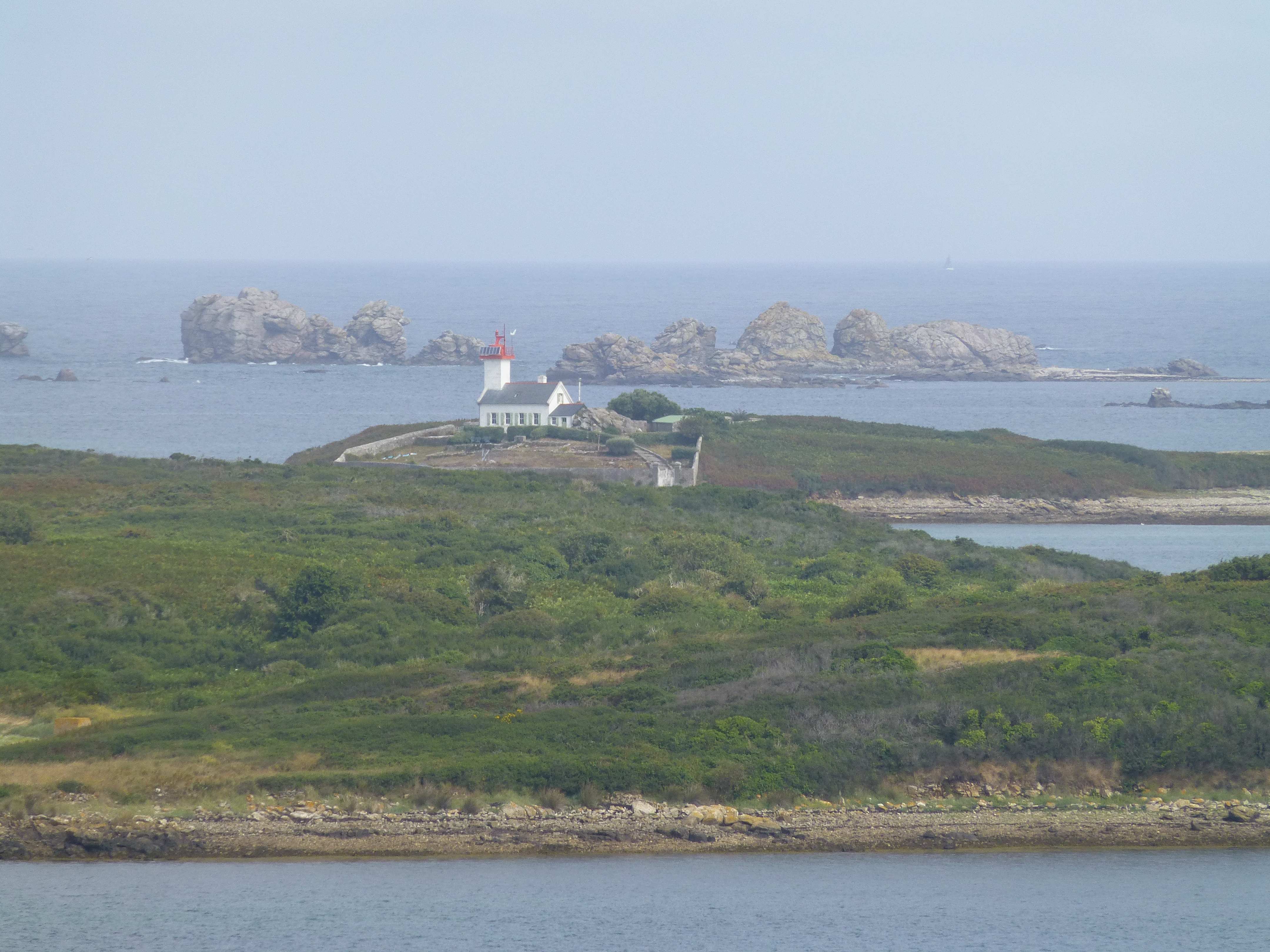
Phare de l'Île Wrach, vu depuis Aber-Wrach, commune de Landéda.
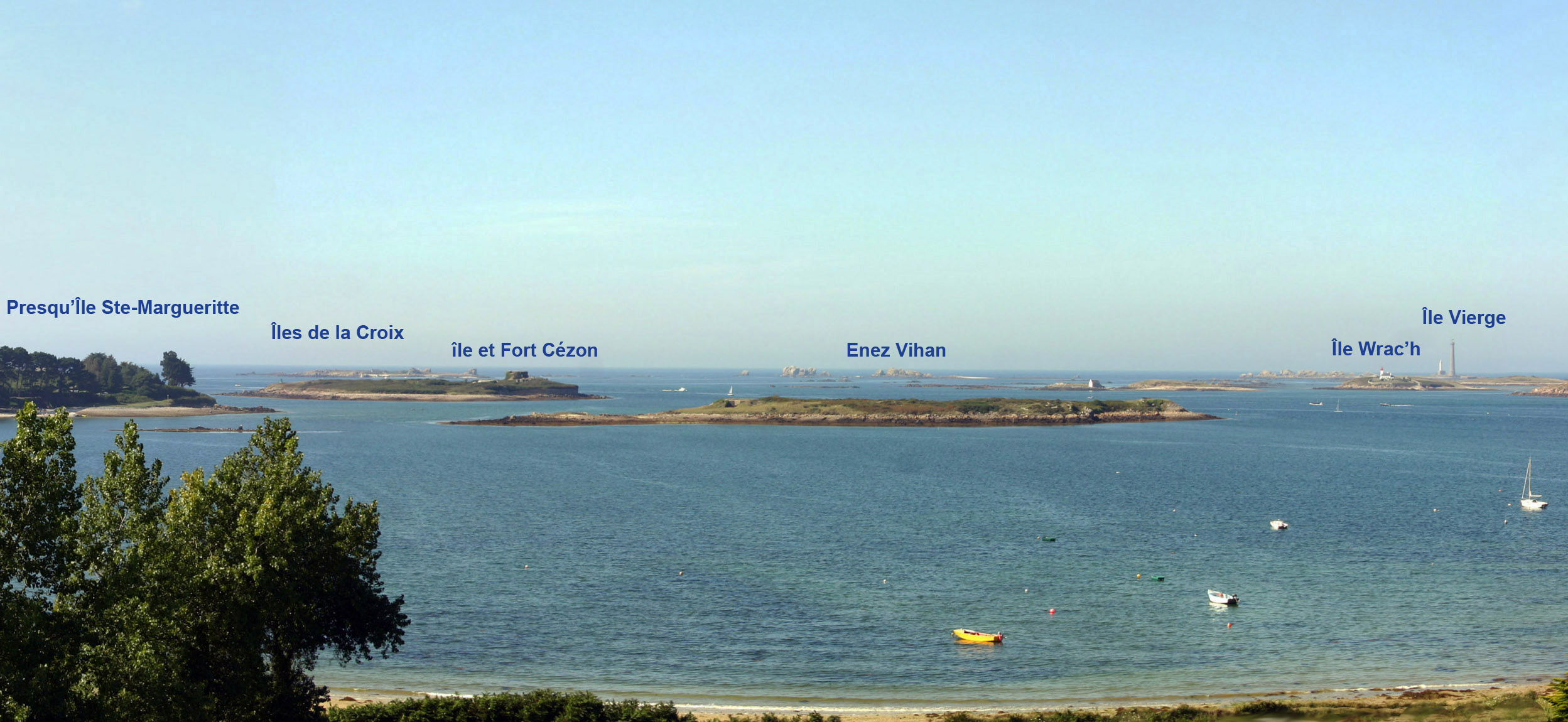
Panorama des îles de l'Aber Wrac'h.
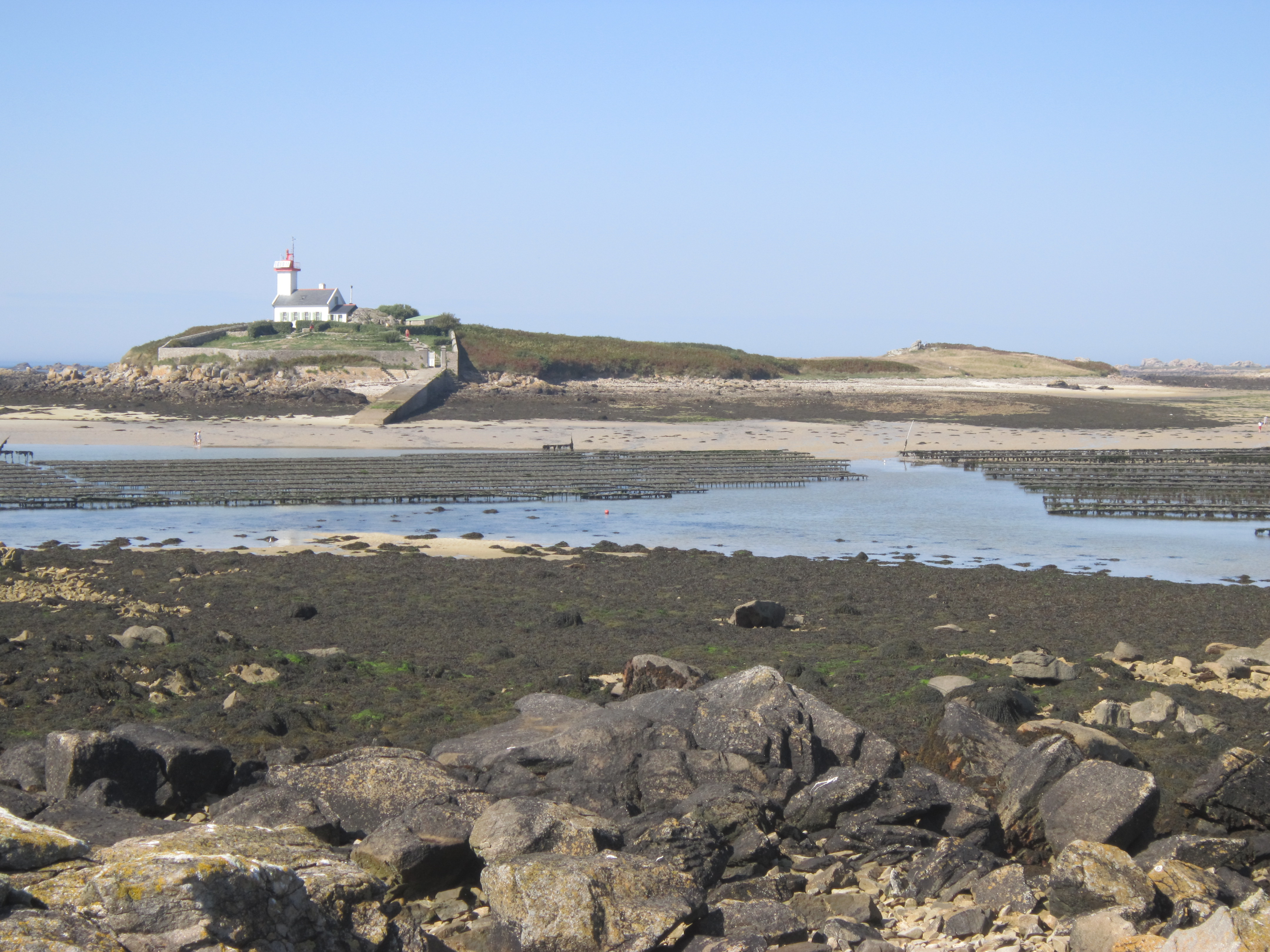
Île Wrach vue depuis Enez Terc'h (br) et parc ostréicole.
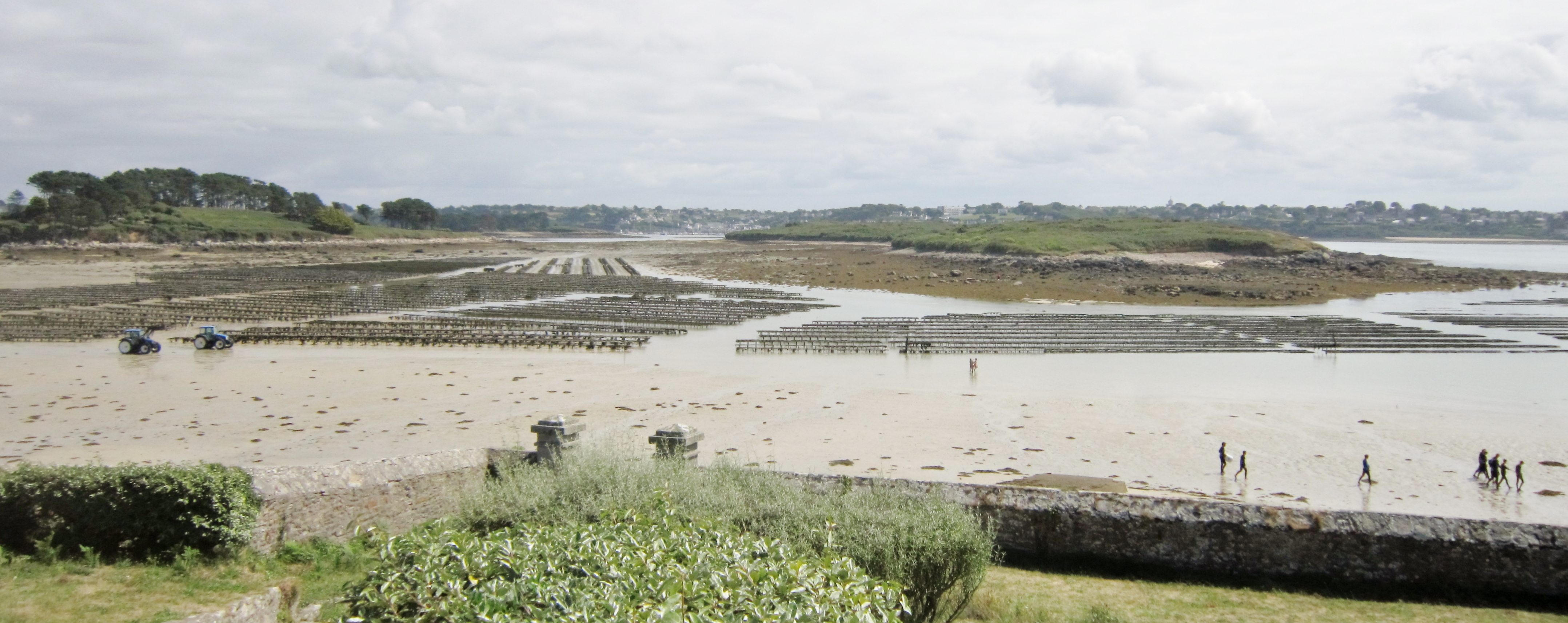
Vue vers l'intérieur des terres, depuis la maison-phare, à marée basse.